# Viñedo de Isla de Francia
El llamado viñedo de Isla de Francia (vignoble d'Île-de-France en francés) es el conjunto de pequeños viñedos que se encuentran en la región francesa de Isla de Francia. En realidad el territorio vitivinícola de la región se ve hoy en día reducido a un conjunto de pequeñas parcelas separadas e inconexas. Hasta el siglo XIX era el mayor viñedo de Francia. Tres causas motivaron su declive: el ferrocarril, que permitió a los vinos del Mediodía, menos costosos, inundar a bajo precio los mercados del Norte; la colonización, que permitió importar a bajo precio los vinos fuertes en alcohol desde el Magreb; la filoxera, que arruinó numerosas regiones vinícolas. Desde hace unos pocos años la región intenta plantar viñedos para tal vez recuperar algún día una producción y una identidad autóctonas. En el año 2004 se censaron 134 viñedos, todos ellos minúsculos, algunos incluso constituidos de unas pocas vides. De estos 134 viñedos los únicos realmente significativos son:
- Los viñedos de París, que son cuatro. Tres están en los parques municipales de Bercy, Georges Brassens y Belleville, bajo el cuidado de jardineros municipales. El cuarto es el famoso viñedo de Montmartre, bajo el cuidado de propietarios privados. En ocasión de la vendimia de cada año se organiza en el barrio parisino de Montmartre una gran fiesta, para celebrar el "evento". En Montmartre se producen unos 300 litros anuales de vino, vendidos bajo subasta a un precio siempre muy elevado, precio que traduce más bien la rareza de este vino, y no necesariamente su calidad.

- El viñedo de Argenteuil, situado al noroeste de París, en las comunas de Argenteuil y Sannois. El último productor privado de Argenteuil lo fue durante los años setenta, pero sus hijos ya han rechazado perpetuar la tradición vinícola local, que hasta entonces había sido ininterrumpida desde el año 1342. Es finalmente la municipalidad de Argenteuil la que se ha encargado de continuar la producción, al igual que el pueblo de Sannois, que se ha dotado de viñas "municipales".

- El viñedo de Saint-Germain-en-Laye.